# Trichoceble memnonia
Trichoceble memnonia är en skalbaggsart som först beskrevs av Ernst Hellmuth von Kiesenwetter 1861.  Trichoceble memnonia ingår i släktet Trichoceble, och familjen borstbaggar. Arten är reproducerande i Sverige.